# 朝仓站 (爱知县)
朝倉站（日语：／ Asakura eki */?），是一個位於愛知縣知多市綠町，屬於名古屋鐵道常滑線的鐵路車站。車站編號為TA12。車站周邊集合知多市的主要機關，亦為同市的玄關車站與特急停靠站。

## 車站結構
對向式月台2面2線的高架車站。月台有效長度為6節，因此8節編組列車停靠時最後2節不開門。
終日設有站員的車站，設有一個閘口、升降機和扶手電梯。特急停靠站引入了車站自動廣播系統，列車接近時會鳴鐘。在過去朝倉還是地面車站的時代因為行人與自行車用的道路是與往常滑方向的月台連在一起的，因此除了搭車的旅客之外附近住宅區的行人若欲穿越車站北側的平交道，也需穿過月台。但在改為高架車站之後除了行人動線重整外車站下方也增設了多條穿越動線，因此類似行人與乘客混在一起的景象已不復存在。

### 月台配置
| 月台 | 路線   | 方向 | 目的地                 |
| ---- | ------ | ---- | ---------------------- |
| 1    | 常滑線 | 下行 | 常滑、中部國際機場方向 |
| 2    | 常滑線 | 上行 | 太田川、名古屋方向     |

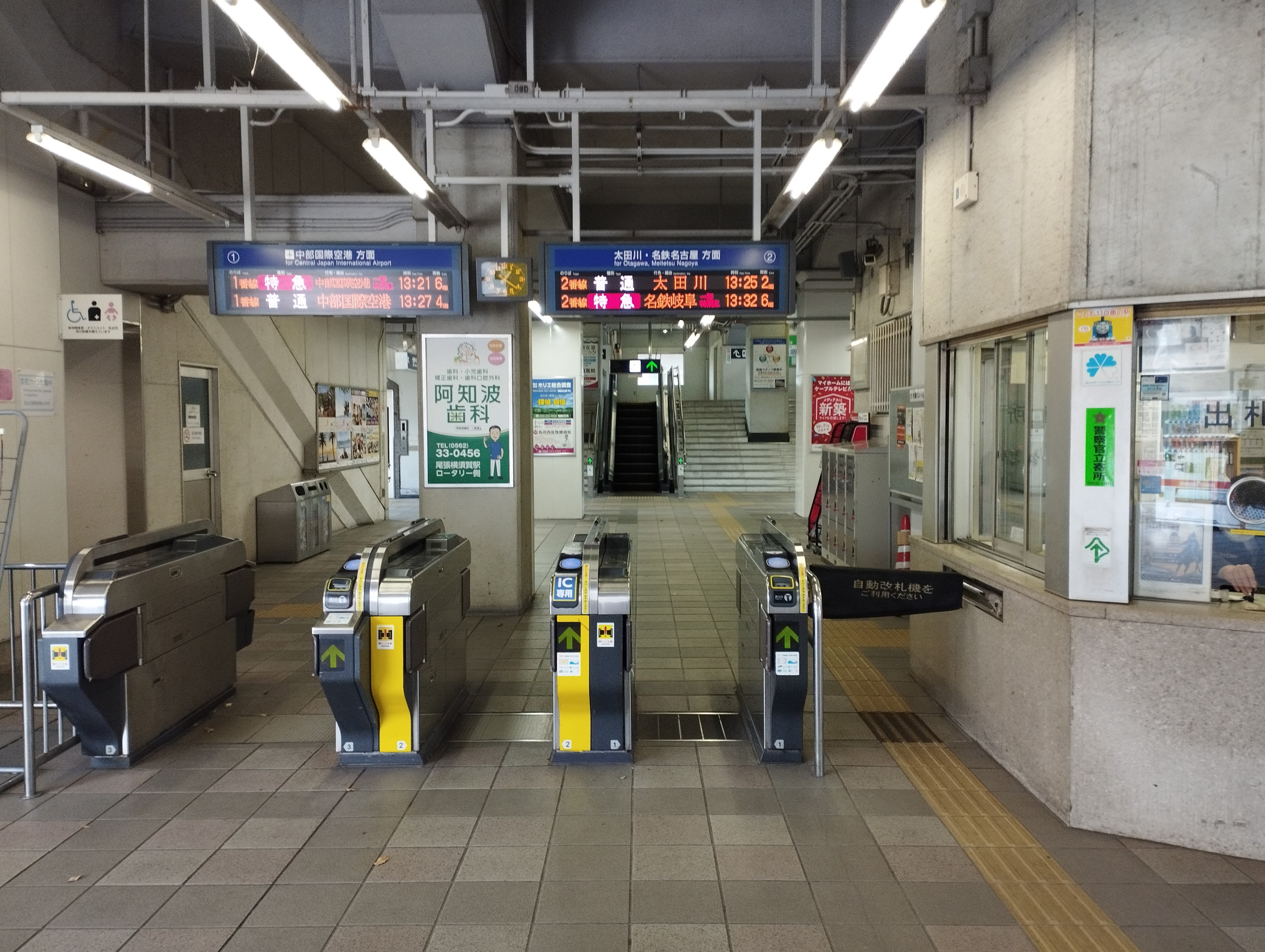
閘口（2023年11月）
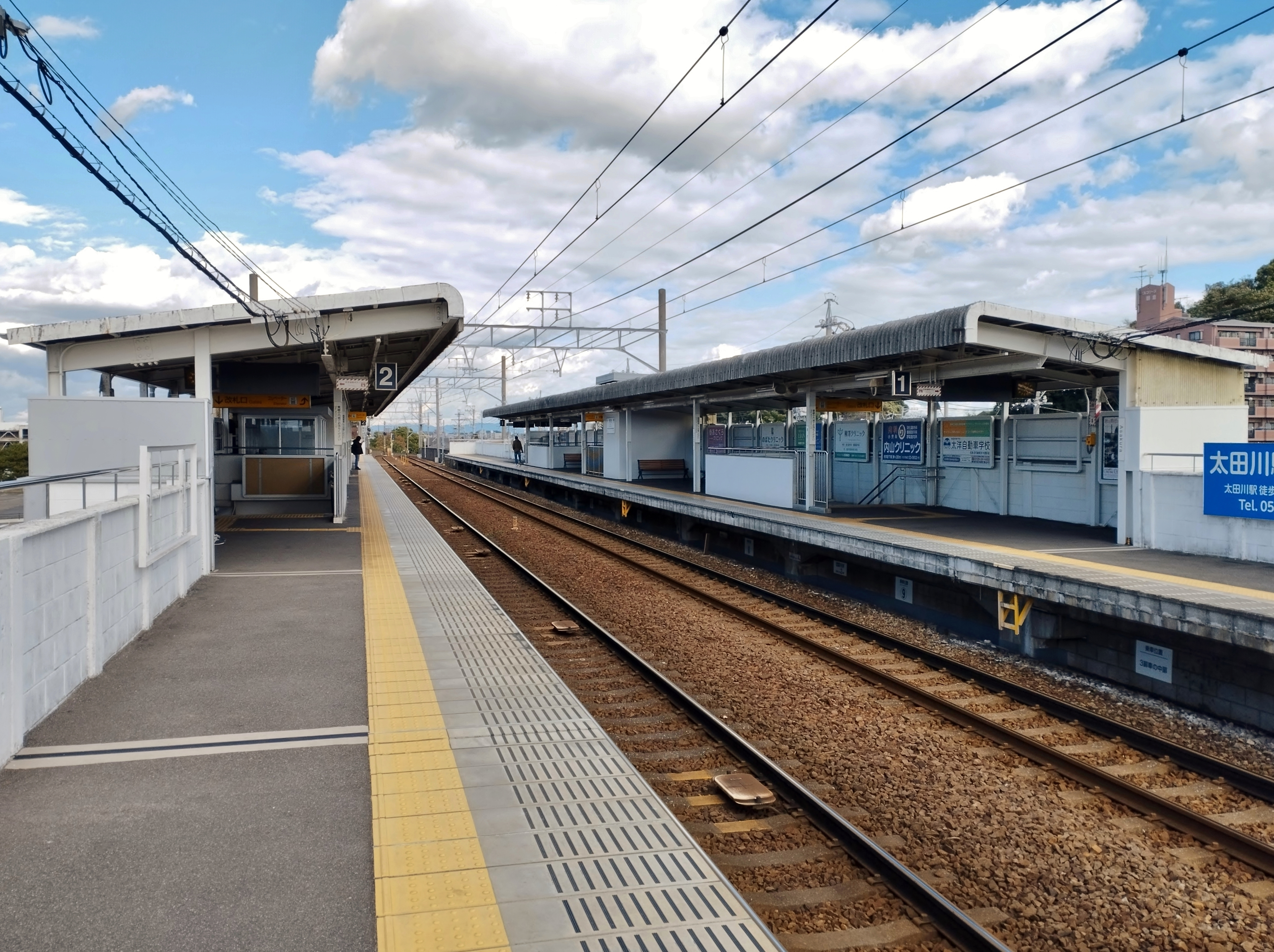
月台（2023年11月）

### 配置圖
| ← 太田川、 名古屋方向 | 朝倉站 構內配線略圖 | → 常滑、 中部國際機場方向 |
| 图例 参考文献：       |                     |                           |

## 使用情況
| 年度               | 1日平均 上下車人次 |
| ------------------ | ------------------ |
| 2008年（平成20年） | 7,980              |
| 2009年（平成21年） | 7,704              |
| 2010年（平成22年） | 7,574              |
| 2011年（平成23年） | 7,663              |
| 2012年（平成24年） | 7,629              |
| 2013年（平成25年） | 7,698              |
| 2014年（平成26年） | 7,733              |
| 2015年（平成27年） | 7,926              |
| 2016年（平成28年） | 7,886              |
| 2017年（平成29年） | 7,537              |
| 2018年（平成30年） | 7,326              |

## 相鄰車站
名古屋鐵道
 常滑線
□μ-SKY（中部國際機場站開9時以後的上行列車與全部下行列車）
通過
□μ-SKY（中部國際機場站開9時以前的上行列車）、■特急、□快速急行
尾張橫須賀（TA10）－朝倉（TA12）－新舞子（TA16）
■急行、■準急、■普通
寺本（TA11）－朝倉（TA12）－古見（TA13）

## 外部連結
- 朝倉 - 名古屋鐵道